# Муко (Душетський муніципалітет)
Муко (груз. მუქო) — село в Грузії.
За даними перепису населення 2014 року в селі проживає 13 осіб.